# ゾディアック 覚醒
『ゾディアック 覚醒』（原題：Awakening the Zodiac）は、ジョナサン・ライト監督、シェーン・ウェストとレスリー・ビブ主演の2017年のカナダのミステリー犯罪ドラマ映画。

## キャスト
| 役名               | 俳優                     | 日本語吹替 |
| ------------------ | ------------------------ | ---------- |
| ミック・ブランソン | シェーン・ウェスト       | 高橋広樹   |
| ゾーイ・ブランソン | レスリー・ビブ           | 白石涼子   |
| ハーヴェイ         | マット・クレイヴン       | 牛山茂     |
| レイ               | ニコラス・キャンベル     | さかき孝輔 |
| ベン               | ケネス・ウェルシュ       | 宮崎敦吉   |
| ゾディアック       | スティーヴン・マクハティ | 柴田秀勝   |

- 日本語吹替版その他出演：天野真実、蓮岳大、岸本百恵
- 日本語吹替版制作スタッフ 演出：中野洋志、翻訳：岡田まゆみ、調整：都築寿文（サウンドインスタジオ）、制作：ACクリエイト

## 製作
映画の舞台はバージニア州だが、撮影はオンタリオ州、特にオタワ郊外のアルモンテで行われた。

## 評価
この映画はRotten Tomatoesで45%の評価を得た。グローブ・アンド・メール紙のバリー・ハーツは、この映画に4つ星のうち1つを与えた。